# 凱諾蘭大陸
凱諾蘭大陸（Kenorland）是地球上最早期的超大陸其中一個。科學家相信此大陸是由於克拉通加積及新的大陸地殼產生而在大約27億年前的新太古代形成的。後來此大陸的部分形成了勞倫大陸（即今天的北美洲和格陵蘭的主要造成部分）、波羅的海沿海地區（包括了今天的斯堪的納維亞）、澳大利亞西部和喀拉哈里（Kalaharia）。
成群的火山岩脈和古地磁方向以及存在類似的地層序列允許科學家證明其存在。波羅的地盾，也就是凱諾蘭大陸的中心部分，有着三十一億年的歷史。伊爾幹克拉通(即今天的澳大利亞西部)即含有四十四億年歷史的鋯石晶體。

## 凱諾蘭大陸的形成
凱諾蘭大陸是在大約27億年前由一連串陸塊聚集事件和新的大陸地殼形成而組成 (Halla, 2005)。
根據 Barley 等人在2005年的深入研究，27.8億年前海洋下的岩漿作用在地函熱柱的擴大噴發中達到高潮，並在27.2到27億年前形成科馬提岩。廣泛的熱液活動產生火山塊狀硫化物礦化和條狀鐵層在缺氧的與弧構造有關的盆地沉積。弧狀和羽狀的岩漿作用在造山運動產生的變形之後產生，花崗岩質的岩石取代反應產生（26.8億年前），大陸地殼岩石圈的穩定性以及和其他克拉通的碰撞形成了凱諾蘭大陸。
凱諾蘭大陸的形成可能與26億年前辛巴威克拉通和卡普瓦克拉通相撞有關，這是太古宙晚期克拉通開始組成較大的大陸證據。在高勒克拉通、南極洲、印度和中國出現的花崗岩－綠岩地體和高度片麻岩化的帶狀區域提供了26到24.2億年前各陸塊聚集成超大陸的第二個循環的重要證據。
高勒克拉通包含了距今25.6到25億年的超基性到酸性火山岩（包含25.1億年前的羽狀派生科馬提岩）、變質沉積岩和在大陸匯聚邊界形成的包含典型太古宙花崗岩－綠岩地體成分的花崗岩質岩石。
印度中部可能和華北的東部在26億年前有類似的地質歷史，自26億年前起造山運動達到高潮，而25到24.2億年前陸塊的聚合和印度內部數個克拉通的穩定性讓更大的大陸形成。皮爾巴拉克拉通和卡普瓦克拉通是僅有的相對完整，且可以很好地定年為26到24億年前的表殼岩紀錄。
陸塊聚合的事件在伊爾幹克拉通的綠岩帶被紀錄下來，該區域是變質的帶狀玄武岩區域和環繞著高度變質的西部片麻岩地體核心累積的花崗岩質丘，而這些高度變質區域包含了年齡達到32億年的成分，並有一些區域年代更久，例如拿爾野爾片麻岩地體（Narryer Gneiss Terrane）。

## 凱諾蘭大陸的分裂
古地磁的研究顯示凱諾蘭大陸主要區域都在低緯度，直到地函熱柱在大約24.8到24.5億年前使它移動。24.5億年前波罗的地盾位於赤道，並且和勞倫大陸（加拿大地盾）、科拉克拉通、卡累利阿克拉通是連接在一起的。凱諾蘭大陸持續的分裂活動發生於新太古代晚期到古元古代早期，即24.8到21億年前，或者是在成鐵紀到层侵纪之間。在這段期間有很多基性的岩脈和沉積裂谷谷地以及裂谷邊緣的沉積岩在許多大陸被發現。在地球早期歷史中，這類雙峰深地函熱柱裂谷在太古宙的新太古代地殼和大陸形成中相當常見。
凱諾蘭大陸分裂前後的地質年代被許多地質學家認為是冥古宙向早期太古宙轉變時期，地球深處地函熱柱使大陸形成的時代（早於地球內核最終形成的時代），接著就是地核和地函分離與熱對流使板塊運動的理論。但這之後找到了更早的烏爾大陸和瓦巴拉大陸存在的證據，因此轉變發生的時間可能更早。
科拉克拉通和卡累利阿克拉通於24.5億年前開始分離。在大約24億年前科拉克拉通位於約北緯15度位置上，卡累利阿克拉通則位於約北緯30度位置上。古地磁證據顯示24.5億年前伊爾幹克拉通（今日西澳大利亞州的一部分）並未和波罗的地盾－勞倫大陸連接，並且是位於約北緯70度的位置。
以上的狀況意味著24.5億年前超大陸不再存在，因為在科拉克拉通和卡累利阿克拉通之間有海洋存在。此外，基於勞倫大陸裂谷邊緣空間狀態的推測，在大陸分裂的一段時間中Slave克拉通和蘇必略克拉通並不是凱諾蘭大陸的一部分，但是接著可能有兩個不同的新太古代陸塊（超克拉通）位於極廣大的凱諾蘭大陸另一端。這是基於各大陸的每個部分如何移動往較合理方向的推測以形成下一個新的大陸。Slave克拉通和蘇必略克拉通現在分別在加拿大地盾的西北方和東南方。 
凱諾蘭大陸的分裂和持續了6000萬年的休伦冰河时期同時。條狀鐵層的形成顯示了冰河分布最廣的時代，並暗示了氧在大氣層中增加了0.1%到1%。大氣層中的氧增加造成了甲烷溫室氣體的消失（氧化成為二氧化碳和水）。
凱諾蘭大陸分裂的同時也使大陸各處的降雨量增加，因此加速了侵蝕和進一步使溫室氣體二氧化碳減少。溫室氣體的減少和接收的太陽輻射能低於今日的85%以下的狀態，造成了失控的雪球地球，使整個地球各地氣溫快速下降至結冰。儘管條狀鐵層代表了缺氧的環境，仍然有光合作用進行，使元古宙的氣候能在一個新的狀態下維持平衡。